# Евгений фон Вюртемберг (1758–1822)
Вижте пояснителната страница за други личности с името Евгений фон Вюртемберг.
Ойген (Евгений) Фридрих Франц Хайнрих фон Вюртемберг (на немски: Eugen Friedrich Heinrich von Württemberg; * 21 ноември 1758, Швет на Одер; † 20 юни 1822, Майнинген) от Дом Вюртемберг (линия Винентал), е херцог на Вюртемберг.

## Живот
Той е третият син на херцог Фридрих Евгений II (1732 – 1797) и съпругата му маркграфиня Фридерика Доротея фон Бранденбург-Швет (1736 – 1798), дъщеря на маркграф Фридрих Вилхелм фон Бранденбург-Швет (1700 – 1771) и съпругата му София Доротея Мария Пруска (1719 – 1765), четвъртата сестра на пруския крал Фридрих Велики. Най-големият му брат Фридрих I Вилхелм Карл (1754 – 1816) е от 1806 г. първият крал на Вюртемберг. Брат му Лудвиг (1756 – 1817) е прапрадядо на британската кралица Елизабет II. Сестра му София Доротея Августа (Мария Фьодоровна) (1759 – 1828) е омъжена 1776 г. за руския император Павел I. Сестра му Елизабет Вилхелмина Луиза (1767 – 1790) е омъжена 1788 г. за император Франц II (1768 – 1835).
Като млад той започва военна служба в Прусия. Чрез херцог Евгений Карлсруе става постоянна резиденция. Там той създава театър и дворцова капела. През септември 1806 г. той назначава за капелмайстор композитора Карл Мария фон Вебер.
Той умира на 20 юни 1822 г. на 63 години в Майнинген.

## Фамилия
На 21 януари 1787 г. Ойген (Евгений) се жени в Майнинген за принцеса Луиза фон Щолберг-Гедерн (* 13 октомври 1764, Гедерн; † 24 май 1834, Карлсруе), вдовица на херцог Карл фон Саксония-Майнинген († 1782), дъщеря на княз Кристиан Карл фон Щолберг-Гедерн (1725 – 1764) и графиня Елеанора Ройс-Лобенщайн (1736 – 1782). Те имат децата:
- Евгений (1788 – 1857), херцог на Вюртемберг

∞ I. на 20 април 1817 г. за принцеса Матилда фон Валдек-Пирмонт (1801 – 1825)
∞ II. на 11 септември 1827 г. за принцеса Хелена фон Хоенлое-Лангенбург (1807 – 1880)
- Луиза (1789 – 1851)

∞ на 28 септември 1811 г. за 3. княз Фридрих фон Хонлое-Йоринген (1784 – 1853), син на княз Фридрих Лудвиг фон Хоенлое-Ингелфинген-Йоринген (1746 – 1818)
- Георг Фердинанд (1790 – 1795)
- Хайнрих (1792 – 1797)
- Фридрих Паул Вилхелм (1797 – 1860), херцог на Вюртемберг

∞ на 17 април 1827 г. за принцеса Мария София Доротея фон Турн и Таксис (1800 – 1870)